# Vinje, Dol pri Ljubljani
Vinje so kraj v občini Dol pri Ljubljani.